# Neollatí

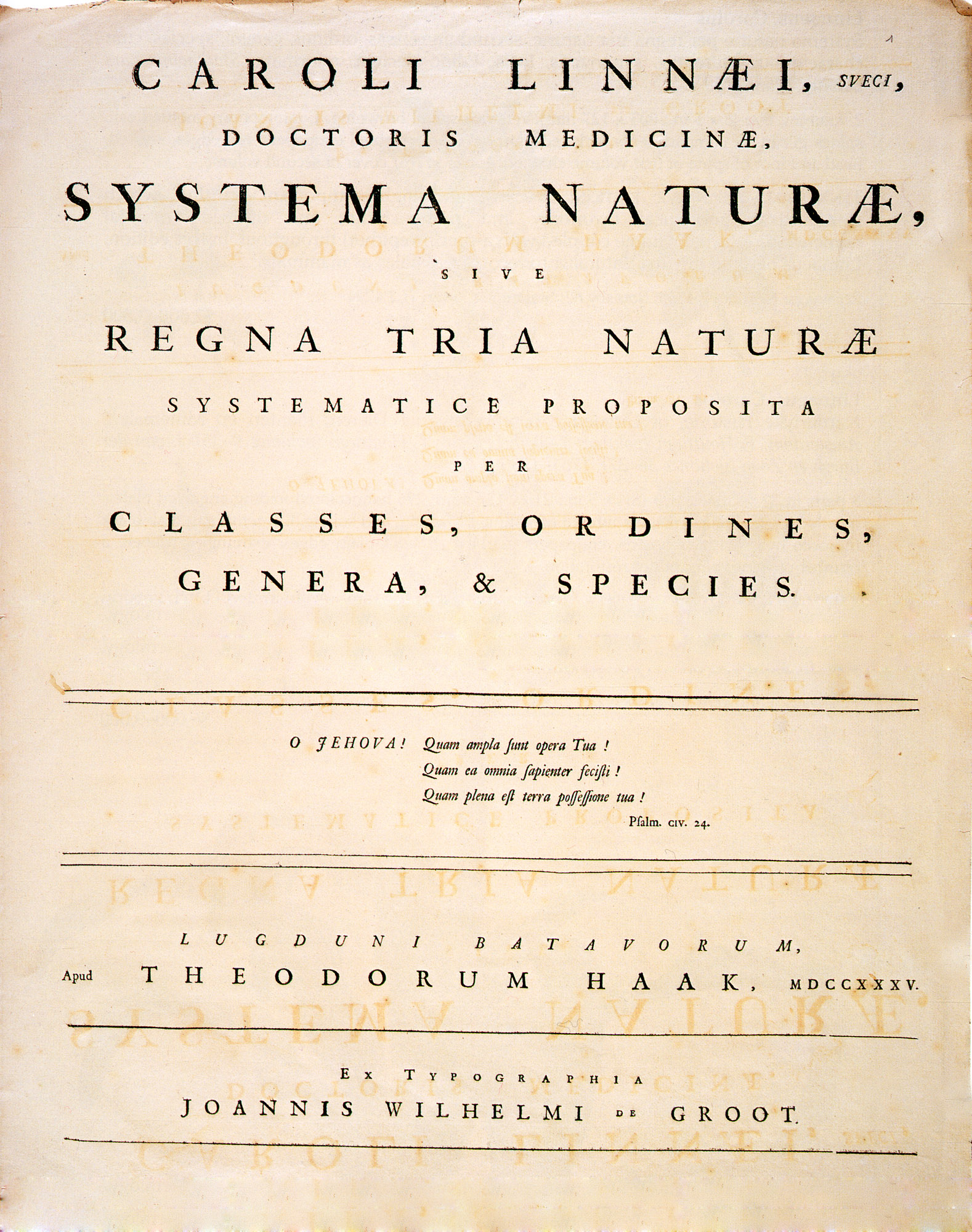
El Systema naturae de Linnaeus és un exemple d'obra escrita en neollatí

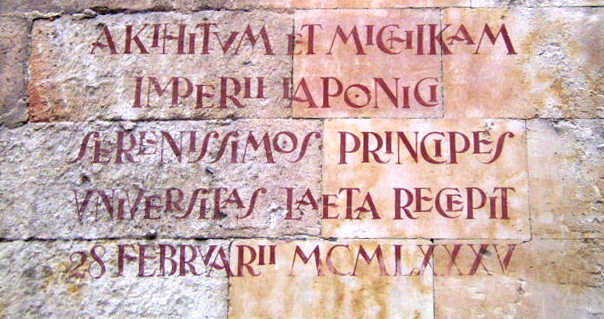
Inscripció neollatina a la façana de la Universitat de Salamanca que commemora la visita del príncep "Akihitus" i la princesa "Michika" del Japó.

El neollatí (o nou llatí, també anomenat llatí modern) és una versió del llatí utilitzada a partir del Renaixement (des de 1500) fins a 1900 en obres originals.
No s'ha de confondre el neollatí amb les llengües romàniques que de vegades es diuen també llengües neollatines. El vocabulari llatí, creat durant aquest període per expressar idees científiques, forma la base de gran part de la terminologia moderna, com són els termes tècnics en la descripció i taxonomia zoològica i botànica. Avui encara es fa servir el que s'anomena llatí contemporani, principalment en el llenguatge científic internacional, la cladística i la sistemàtica. Aquest terme es va popularitzar als anys 1890 entre lingüistes i científics.

## Història del neollatí
L'ús del neollatí comença amb el triomf de l'humanisme, amb escriptors com Erasme de Rotterdam, Thomas More, i John Colet. Aquests escriptors van alleugerir la gramàtica i l'estil del llatí medieval, acostant-lo a les arrels clàssiques.

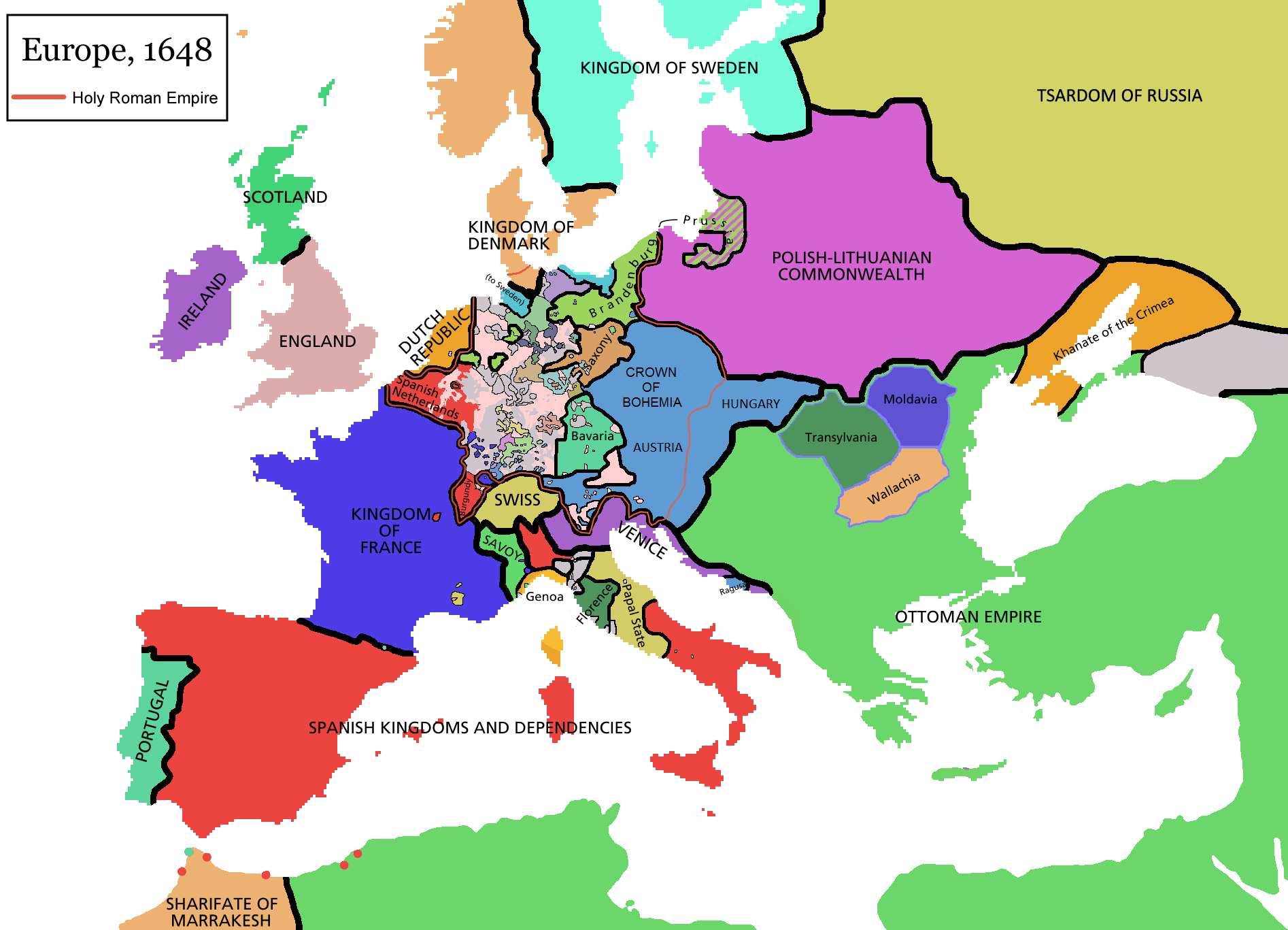
Europa el 1648

La Reforma protestant va treure el llatí de la litúrgia. Una conseqüència va ser que va fer avançar el llatí seglar. Coincidint la Reforma protestant amb la difusió de la impremta, es van publicar molts llibres en neollatí. El llatí va servir de lingua franca en la ciència i l'educació i també, en part, en la diplomàcia. Llibres clàssics com les Principia Mathematica de Newton (1687) van ser escrits en aquest idioma. Les universitats europees requerien un grau de coneixement de llatí suficient per admetre els estudiants.
Cap al principi del segle xviii el neollatí entrà en declivi, com ho exemplifica que el llibre de Newton Opticks (1704) es comencés en llatí i acabés en anglès.
També el francès va substituir gradualment el llatí en la diplomàcia. El darrer tractat internacional redactat en llatí va ser el Tractat de Viena de 1738. El llatí es va començar a considerar una llengua massa difícil comparada amb les vernacles. L'ús del llatí va quedar relegat a certes especialitzacions científiques, com la medicina, zoologia i botànica. L'Església catòlica el va continuar usant a la litúrgia fins a les disposicions del Concili Vaticà II de la dècada de 1960, que van obrir-la a les llengües vernacles.

## Actualitat
Actualment, el terme neollatí, o romanç neollatí, designa una versió actualitzada i simplificada de llengua estàndard que aspira a facilitar la comunicació entre els pobles de la família lingüística llatina mitjançant un idioma de comprensió fàcil entre els parlants de llengües romàniques. Hi ha una comunitat a Internet formada per diversos filòlegs i especialistes de països diferents que codifiquen i difonen aquesta nova llengua auxiliar.
Aquesta llengua va començar el 2006, proposada pel filòleg Jordi Cassany Bates, i és promoguda i desenvolupada col·lectivament al projecte Via Neolatina, format per especialistes i filòlegs de diversos països. Es va publicar una gramàtica i un diccionari el 2019, la qual va ser una gramàtica reformada d'una gramàtica anterior publicada el 2012. Des d'aleshores, la comunitat d'estudiants i parlants de neollatí creix gràcies a Internet, a grups de Facebook, Instagram, Reddit, Telegram i Discord. Hi ha diversos blogs dedicats a aquesta llengua, com Voces Neolatinas, La Gabbia o Mondo Neolatino. La llengua fou presentada a la Universitat de Barcelona el 2011 i a la Universitat de Kiel el 2017, i al Primer Congrés de Llengua Intereslàvica el 2017 a Staré Město, República Txeca.

### Text d'exemple en neollatí
| « | Por facilitare et altrosí dignificare la communicatione inter- et panlatina actuale, lo projècto Vía Neolatina ha recuperato et actualizzato lo latino, orígine de las lenguas neolatinas aut romànicas et traditionale stàndarde commune. Lo modèllo de lengua que presènta cui èst una síntese de la variatione romànica que pròva de essere representativa de lo ensèmole; una varietate nòva et commune mais en lo mesmo tèmpo naturale et plurale que permette ad lo usuario communicare-se en toto lo Mondo Latino adaptando-la ad los soos interèsses et necessitates. Èst útile tanto ad latinos quanto ad non latinos que necessitan una pòrta de ingrèsso centrale ad lo romance, uno pònte vèrso divèrsos romances particulares. | » |